# ليندا كوب
ليندا كوب (بالإنجليزية: Linda Cobb)‏ هي كاتِبة أمريكية، ولدت في 1950.